# Iglesia de Santiago El Mayor (Castaño del Robledo)
La iglesia de Santiago el Mayor, de Castaño del Robledo (Huelva, España), cuya trama urbana está declarada como Conjunto Histórico. Está emplazada en la zona principal de la población sobre una plataforma elevada y exenta, aunque una serie de dependencias se adosan en la cabecera y en la nave de la epístola enmascarando su planta. Es posible vislumbrarla y contemplarla desde gran parte de la población y su silueta, junto con la de la monumental Iglesia Nueva, constituyen las señas de identidad del Conjunto Histórico. 
Su historia constructiva tiene dos fases principales: La del siglo XVI en la que se relaciona con la figura del insigne humanista Benito Arias Montano, que pone en relación este templo con la pervivencia del estilo gótico y con el Renacimiento, y la etapa del siglo XVIII, época de construcción del crucero y la nueva cabecera, con trazas barrocas sencillas. 
Entre las incorporaciones efectuadas en esta segunda etapa destaca la construcción (1751) del órgano musical, debido al maestro Francisco Ortíguez, uno de los autores del gran órgano de la catedral de Sevilla.

## Descripción
El templo es de planta de cruz latina con una sola nave de dos tramos y crucero que destaca exteriormente en altura. Sus materiales constructivos alternan la mampostería y el ladrillo en muros de gran grosor y solidez. 
En la fachada de los pies, flanqueada por dos contrafuertes dispuestos en ángulo, se abre la portada principal, de sencilla traza: Un vano adintelado que se incrusta en un medio punto levemente rehundido en el muro. Sobre ella se sitúa una ventana coronada por moldura triangular a modo de frontón y con las jambas en acusado derrame hacia el interior que dejan un estrecho vano en forma de saetera.
En el lado derecho de la fachada principal aparece adosada la torre en la que destaca el campanario, compuesto con arcos de medio punto flanqueados por pilastras y rematado por una cornisa bastante elaborada que incorpora pequeñas máscaras como motivo ornamental y un chapitel coronado con cruz de hierro. El frente norte del campanario está en gran parte tapado por otra construcción, de cronología posterior y forma cuadrangular, que se realizó para albergar un reloj. Posee dos pequeñas espadañas.
En torno a la cabecera, rodeándola y ocultándola parcialmente, se observan los añadidos correspondientes a la construcción que alberga la sacristía en el piso inferior y el archivo en el superior, la capilla sacramental y una habitación destinada a uso del párroco. Sobresale también en planta la capilla bautismal, pegada a la torre. En ese lateral del evangelio hubo una portada que actualmente está cegada.
Cuenta el templo con una única nave de dos tramos cubiertos con bóvedas vaídas, con el crucero de mayor altura y media naranja irregular y de arranque poligonal sobre pechinas. Los brazos del crucero se cubren con bóvedas de cañón con lunetos y el presbiterio se remata con bóveda de cañón apeada en arcos rehundidos en el muro. Los tramos de la nave, el crucero y sus brazos y la cabecera están delimitados por pilastras cuadrangulares sobre las que se elevan arcos de medio punto. 
A los pies de la iglesia y sobre el cancel de entrada se dispone el coro, estructura de madera en la que se sitúa el órgano. Fue hecho expresamente para este templo con la donación testamentaria (1742) de Antonio Suárez da Franca Corte Real, de origen portugués y vecino de la localidad. Con caja de madera en su color, presenta cinco castillos en fachada con ornamentación de carácter vegetal y formas tardobarrocas. En el primer tramo de la nave, junto a la primera pilastra del lado del evangelio, existe una pila de agua bendita de mármol. En la capilla bautismal la pila, de doble taza, aparece desplazada hacia la pared con su pie embutido en un murete recubierto de azulejos reutilizados de distintos diseños. Uno de estos azulejos está fechado en 1746.En el brazo del crucero del lado del evangelio, adosado al pilar lindante con la nave, se encuentra un púlpito de hierro con su pie apoyado sobre un basamento de piedra y con escalera de madera. Es elemento de interés en este brazo del crucero la puerta de madera de acceso a la sacristía.
En el brazo del crucero del lado de la epístola, junto al pilar que linda con el presbiterio, se encuentra una pila, actualmente utilizada como bautismal, ornamentada a base de flores, querubines, sogueado, etc. En el suelo puede verse la lápida funeraria del coronel don Antonio Suárez da Franca Corte Real, benefactor de la parroquia en el siglo XVIII. En la capilla sacramental existen varias lápidas de la familia Martín que financió la remodelación de este ámbito entre fines del siglo XIX y principios del XX.